# Masdascher Burgherrenweg
Der Masdascher Burgherrenweg ist ein Wanderweg bei Mastershausen im Hunsrück. Er gehört zu den von den örtlichen Tourismus-Veranstaltern so genannten Traumschleifen im Wegesystem des Saar-Hunsrück-Steigs und führt um Mastershausen herum. Er ist 13,7 km lang und wurde am 31. Mai 2009 mit dem Wandersiegel Premiumwanderweg des Deutschen Wanderinstituts zertifiziert.

## Charakteristik
Tiefe Bachtäler trennen die beiden Höhenpunkte der keltisch-römischen und mittelalterlichen Befestigungen, den Burgberg (Burgkopf) und die Burgruine Balduinseck. Der Masdascher Burgherrenweg verbindet beide auf historischen Pfaden und bestehenden Wanderwegen und schließt das Dorf Mastershausen mit ein.

## Verlauf
Von der Ortsmitte in Mastershausen führt der Weg über das Mautzbachtal zum Dolsberg, hinunter zum Dolsbach bis zum Wohnrother Bachtal, vorbei an der Ruine der Bucher Bauernmühle bis zur Burgruine Balduinseck. Über den Todtenberg geht es zum Burgkopf und weiter zum Herzenauer Hannes. Der weitere Verlauf führt durch das Sosberger Bachtal zum Göschelbach, zur Grube Apollo und hinauf zum Aussichtspunkt Geierlay.

## Sehenswürdigkeiten
Besondere Sehenswürdigkeiten des Masdascher Burgherrenweges sind der Burgberg, die Ruine Balduinseck, die Mühlenreste im Wohnrother Bachtal, Grubenzugänge unterhalb Mastershausens und der in römischer Art gebaute Aussichtsturm auf der Galgenhöhe.